# Théodore Moretus
Pour les articles homonymes, voir Moretus.
Théodore Moretus (ou Théodore Moret), né Moerentorf le 9 février 1602 à Anvers (Pays-Bas espagnols, dans l'actuelle Belgique) et mort le 6 novembre 1667 à Wrocław (Monarchie de Habsbourg, dans l'actuelle Pologne) est un prêtre jésuite des Pays-Bas méridionaux, mathématicien et architecte. Il passa presque toute sa vie en Europe centrale, et particulièrement au collège de Prague dont il fit la réputation comme ’collège scientifique’.

## Biographie
Membre de la famille d’un des premiers imprimeurs de la ville d’Anvers (sa mère était la plus jeune des filles de Christophe Plantin), il fait sept années d'humanités avant d'entrer dans la Compagnie de Jésus, le 5 novembre 1618, au noviciat de Malines. Suivant le cours ordinaire de la formation jésuite il est ordonné prêtre en 1626 à Louvain. Ses aptitudes pour les sciences (particulièrement les mathématiques) sont cependant remarquées par le père Grégoire de Saint-Vincent, qui l’obtient comme compagnon lorsqu’il doit se rendre à Prague (Royaume de Bohême) en janvier 1630. 
L’année suivante, l'invasion des suédois durant la Guerre de Trente Ans les force tous deux à quitter Prague. Alors que Saint-Vincent rentre dans les Pays-Bas méridionaux Moretus se retire à Olomouc (Tchéquie), où il enseigne la philosophie jusqu'à 1634. Étant donné l’instabilité politique générale régnant dans la région entre 1631 et 1641 il passe fréquemment d’une ville à l’autre (Znojmo, Jihlava et d’autres), accompagné de ses étudiants et disciples auxquels il continue à donner son enseignement. Le premier il défend publiquement et avec succès des thèses de mathématiques au ‘Clementinum’ de Prague (en 1641), donnant au collège une solide réputation scientifique. Il apprend l’allemand et le tchèque, et passe trois années (1642-1645) à donner des missions populaires à Breznice et ses alentours. 
De nouveau à Prague (juillet 1648), alors sous l’occupation des troupes suédoises, il enseigne (de 1649 à 1652) l’Écriture Sainte et les mathématiques au collège Saint-Clément (le ‘Clementinum’). Il est directeur (1652-1656) du collège de Klatovy, où il supervise la construction de l'église.  Par la suite il revient  à l'enseignement, d'abord à Neisse (aujourd'hui Nysa en Pologne) et, à partir de 1659, à Breslau (aujourd’hui: Wroclaw), où il meurt le 6 novembre 1667, très estimé pour son érudition, comme pour son sens spirituel, car en plus de ses activités scientifiques il était directeur de congrégations mariales, confesseur et guide spirituel des jeunes religieux.

## Hommage
Un large cratère lunaire de 114 km de diamètre porte son nom  Moretus (à 70.6S et 354.5E).

## Écrits
Moretus a publié une vingtaine d’ouvrages, la moitié d’entre eux étant de caractère scientifique. Les plus importants sont :
- Mathematici tractatus, Prague, 1641.
- Axiomata et conclusioness christianae Philosophiae, Prague, 1646.
- Propositiones mathematicae ex Optica de Imagine Visionis, Bratislava, 1661.
- Tractatus physicomathematicus de aestu maris, Anvers, 1665.
- De luna pascalis et solis motu, Bratislava, 1666.
- De principatu B. Virginis, Anvers, 1670.
- Principatus Filii Hominis Jesu, Cologne, 1695